# Зворец
Зворец (укр. Зворець) — село в Борынской поселковой общине Самборского района Львовской области Украины.
Население по переписи 2001 года составляло 226 человек. Занимает площадь 0,7 км². Почтовый индекс — 82550. Телефонный код — 3269.